# Список астероїдів (163901—164000)
| Назва               | Тимчасове позначення | Дата відкриття  | Місце відкриття           | Відкривач             |
| ------------------- | -------------------- | --------------- | ------------------------- | --------------------- |
| (163901) 2003 SG222 | 2003 SG222           | 27 вересня 2003 | Обсерваторія Дезерт-Іґл   | Вільям Йон            |
| (163902) 2003 SW222 | 2003 SW222           | 30 вересня 2003 | Сокорро (Нью-Мексико)     | LINEAR                |
| (163903) 2003 SK223 | 2003 SK223           | 29 вересня 2003 | Обсерваторія Дезерт-Іґл   | Вільям Йон            |
| (163904) 2003 SX224 | 2003 SX224           | 24 вересня 2003 | Паломарська обсерваторія  | NEAT                  |
| (163905) 2003 SW225 | 2003 SW225           | 26 вересня 2003 | Сокорро (Нью-Мексико)     | LINEAR                |
| (163906) 2003 SA226 | 2003 SA226           | 26 вересня 2003 | Сокорро (Нью-Мексико)     | LINEAR                |
| (163907) 2003 SD230 | 2003 SD230           | 24 вересня 2003 | Паломарська обсерваторія  | NEAT                  |
| (163908) 2003 SU234 | 2003 SU234           | 25 вересня 2003 | Обсерваторія Галеакала    | NEAT                  |
| (163909) 2003 SM237 | 2003 SM237           | 26 вересня 2003 | Сокорро (Нью-Мексико)     | LINEAR                |
| (163910) 2003 SF238 | 2003 SF238           | 27 вересня 2003 | Обсерваторія Дезерт-Іґл   | Вільям Йон            |
| (163911) 2003 SA239 | 2003 SA239           | 27 вересня 2003 | Сокорро (Нью-Мексико)     | LINEAR                |
| (163912) 2003 SN245 | 2003 SN245           | 26 вересня 2003 | Сокорро (Нью-Мексико)     | LINEAR                |
| (163913) 2003 SP246 | 2003 SP246           | 26 вересня 2003 | Сокорро (Нью-Мексико)     | LINEAR                |
| (163914) 2003 SU247 | 2003 SU247           | 26 вересня 2003 | Сокорро (Нью-Мексико)     | LINEAR                |
| (163915) 2003 SO248 | 2003 SO248           | 26 вересня 2003 | Сокорро (Нью-Мексико)     | LINEAR                |
| (163916) 2003 SE252 | 2003 SE252           | 26 вересня 2003 | Сокорро (Нью-Мексико)     | LINEAR                |
| (163917) 2003 SH252 | 2003 SH252           | 26 вересня 2003 | Сокорро (Нью-Мексико)     | LINEAR                |
| (163918) 2003 SQ252 | 2003 SQ252           | 26 вересня 2003 | Сокорро (Нью-Мексико)     | LINEAR                |
| (163919) 2003 SX259 | 2003 SX259           | 28 вересня 2003 | Обсерваторія Кітт-Пік     | Spacewatch            |
| (163920) 2003 SM272 | 2003 SM272           | 27 вересня 2003 | Сокорро (Нью-Мексико)     | LINEAR                |
| (163921) 2003 SK278 | 2003 SK278           | 30 вересня 2003 | Сокорро (Нью-Мексико)     | LINEAR                |
| (163922) 2003 SL282 | 2003 SL282           | 19 вересня 2003 | Станція Андерсон-Меса     | LONEOS                |
| (163923) 2003 SW292 | 2003 SW292           | 26 вересня 2003 | Обсерваторія Чрні Врх     | Обсерваторія Чрні Врх |
| (163924) 2003 SN293 | 2003 SN293           | 27 вересня 2003 | Сокорро (Нью-Мексико)     | LINEAR                |
| (163925) 2003 SC296 | 2003 SC296           | 29 вересня 2003 | Станція Андерсон-Меса     | LONEOS                |
| (163926) 2003 SN299 | 2003 SN299           | 29 вересня 2003 | Сокорро (Нью-Мексико)     | LINEAR                |
| (163927) 2003 SO304 | 2003 SO304           | 17 вересня 2003 | Паломарська обсерваторія  | NEAT                  |
| (163928) 2003 SY304 | 2003 SY304           | 17 вересня 2003 | Паломарська обсерваторія  | NEAT                  |
| (163929) 2003 SF306 | 2003 SF306           | 30 вересня 2003 | Сокорро (Нью-Мексико)     | LINEAR                |
| (163930) 2003 SQ308 | 2003 SQ308           | 29 вересня 2003 | Станція Андерсон-Меса     | LONEOS                |
| (163931) 2003 SQ309 | 2003 SQ309           | 27 вересня 2003 | Сокорро (Нью-Мексико)     | LINEAR                |
| (163932) 2003 SD310 | 2003 SD310           | 28 вересня 2003 | Сокорро (Нью-Мексико)     | LINEAR                |
| (163933) 2003 SG310 | 2003 SG310           | 28 вересня 2003 | Сокорро (Нью-Мексико)     | LINEAR                |
| (163934) 2003 SG311 | 2003 SG311           | 29 вересня 2003 | Сокорро (Нью-Мексико)     | LINEAR                |
| (163935) 2003 SG321 | 2003 SG321           | 20 вересня 2003 | Станція Кампо Імператоре  | CINEOS                |
| (163936) 2003 TT11  | 2003 TT11            | 14 жовтня 2003  | Станція Андерсон-Меса     | LONEOS                |
| (163937) 2003 TD12  | 2003 TD12            | 14 жовтня 2003  | Станція Андерсон-Меса     | LONEOS                |
| (163938) 2003 TV17  | 2003 TV17            | 15 жовтня 2003  | Паломарська обсерваторія  | NEAT                  |
| (163939) 2003 TA20  | 2003 TA20            | 5 жовтня 2003   | Сокорро (Нью-Мексико)     | LINEAR                |
| (163940) 2003 TK20  | 2003 TK20            | 14 жовтня 2003  | Паломарська обсерваторія  | NEAT                  |
| (163941) 2003 TU58  | 2003 TU58            | 5 жовтня 2003   | Сокорро (Нью-Мексико)     | LINEAR                |
| (163942) 2003 UN    | 2003 UN              | 16 жовтня 2003  | Паломарська обсерваторія  | NEAT                  |
| (163943) 2003 UF9   | 2003 UF9             | 18 жовтня 2003  | Сокорро (Нью-Мексико)     | LINEAR                |
| (163944) 2003 UE12  | 2003 UE12            | 20 жовтня 2003  | Нашвілл                   | Рой Клінґан           |
| (163945) 2003 UJ12  | 2003 UJ12            | 21 жовтня 2003  | Нашвілл                   | Рой Клінґан           |
| (163946) 2003 UC14  | 2003 UC14            | 16 жовтня 2003  | Станція Андерсон-Меса     | LONEOS                |
| (163947) 2003 UW15  | 2003 UW15            | 16 жовтня 2003  | Станція Андерсон-Меса     | LONEOS                |
| (163948) 2003 UH19  | 2003 UH19            | 20 жовтня 2003  | Обсерваторія Кітт-Пік     | Spacewatch            |
| (163949) 2003 UN21  | 2003 UN21            | 17 жовтня 2003  | Станція Андерсон-Меса     | LONEOS                |
| (163950) 2003 UN22  | 2003 UN22            | 23 жовтня 2003  | Обсерваторія Столова Гора | Дж. Янґ               |
| (163951) 2003 UP22  | 2003 UP22            | 23 жовтня 2003  | Обсерваторія Кітт-Пік     | Spacewatch            |
| (163952) 2003 UN28  | 2003 UN28            | 19 жовтня 2003  | Обсерваторія Кітт-Пік     | Spacewatch            |
| (163953) 2003 UC36  | 2003 UC36            | 16 жовтня 2003  | Паломарська обсерваторія  | NEAT                  |
| (163954) 2003 UA37  | 2003 UA37            | 16 жовтня 2003  | Паломарська обсерваторія  | NEAT                  |
| (163955) 2003 US40  | 2003 US40            | 16 жовтня 2003  | Станція Андерсон-Меса     | LONEOS                |
| (163956) 2003 UV45  | 2003 UV45            | 18 жовтня 2003  | Обсерваторія Кітт-Пік     | Spacewatch            |
| (163957) 2003 UY48  | 2003 UY48            | 16 жовтня 2003  | Станція Андерсон-Меса     | LONEOS                |
| (163958) 2003 UY55  | 2003 UY55            | 24 жовтня 2003  | Обсерваторія Кінґснейк    | Джон Маккласкі        |
| (163959) 2003 UF63  | 2003 UF63            | 16 жовтня 2003  | Паломарська обсерваторія  | NEAT                  |
| (163960) 2003 UX63  | 2003 UX63            | 16 жовтня 2003  | Станція Андерсон-Меса     | LONEOS                |
| (163961) 2003 UD68  | 2003 UD68            | 16 жовтня 2003  | Обсерваторія Кітт-Пік     | Spacewatch            |
| (163962) 2003 US77  | 2003 US77            | 17 жовтня 2003  | Обсерваторія Кітт-Пік     | Spacewatch            |
| (163963) 2003 UO80  | 2003 UO80            | 16 жовтня 2003  | Обсерваторія Кітт-Пік     | Spacewatch            |
| (163964) 2003 UR81  | 2003 UR81            | 16 жовтня 2003  | Обсерваторія Галеакала    | NEAT                  |
| (163965) 2003 UT82  | 2003 UT82            | 19 жовтня 2003  | Паломарська обсерваторія  | NEAT                  |
| (163966) 2003 UJ86  | 2003 UJ86            | 18 жовтня 2003  | Паломарська обсерваторія  | NEAT                  |
| (163967) 2003 UV88  | 2003 UV88            | 19 жовтня 2003  | Станція Андерсон-Меса     | LONEOS                |
| (163968) 2003 UV99  | 2003 UV99            | 19 жовтня 2003  | Паломарська обсерваторія  | NEAT                  |
| (163969) 2003 UA100 | 2003 UA100           | 19 жовтня 2003  | Паломарська обсерваторія  | NEAT                  |
| (163970) 2003 UW101 | 2003 UW101           | 20 жовтня 2003  | Сокорро (Нью-Мексико)     | LINEAR                |
| (163971) 2003 UQ102 | 2003 UQ102           | 20 жовтня 2003  | Обсерваторія Кітт-Пік     | Spacewatch            |
| (163972) 2003 UF106 | 2003 UF106           | 18 жовтня 2003  | Обсерваторія Кітт-Пік     | Spacewatch            |
| (163973) 2003 UL107 | 2003 UL107           | 19 жовтня 2003  | Обсерваторія Кітт-Пік     | Spacewatch            |
| (163974) 2003 UC109 | 2003 UC109           | 19 жовтня 2003  | Паломарська обсерваторія  | NEAT                  |
| (163975) 2003 UB110 | 2003 UB110           | 19 жовтня 2003  | Обсерваторія Кітт-Пік     | Spacewatch            |
| (163976) 2003 UN111 | 2003 UN111           | 20 жовтня 2003  | Паломарська обсерваторія  | NEAT                  |
| (163977) 2003 UY111 | 2003 UY111           | 20 жовтня 2003  | Сокорро (Нью-Мексико)     | LINEAR                |
| (163978) 2003 UU115 | 2003 UU115           | 20 жовтня 2003  | Паломарська обсерваторія  | NEAT                  |
| (163979) 2003 UF116 | 2003 UF116           | 21 жовтня 2003  | Сокорро (Нью-Мексико)     | LINEAR                |
| (163980) 2003 UC118 | 2003 UC118           | 17 жовтня 2003  | Станція Андерсон-Меса     | LONEOS                |
| (163981) 2003 UY120 | 2003 UY120           | 18 жовтня 2003  | Обсерваторія Кітт-Пік     | Spacewatch            |
| (163982) 2003 UK127 | 2003 UK127           | 21 жовтня 2003  | Обсерваторія Кітт-Пік     | Spacewatch            |
| (163983) 2003 UK129 | 2003 UK129           | 18 жовтня 2003  | Паломарська обсерваторія  | NEAT                  |
| (163984) 2003 UC132 | 2003 UC132           | 19 жовтня 2003  | Станція Андерсон-Меса     | LONEOS                |
| (163985) 2003 UM134 | 2003 UM134           | 20 жовтня 2003  | Паломарська обсерваторія  | NEAT                  |
| (163986) 2003 UV134 | 2003 UV134           | 20 жовтня 2003  | Паломарська обсерваторія  | NEAT                  |
| (163987) 2003 UK138 | 2003 UK138           | 21 жовтня 2003  | Сокорро (Нью-Мексико)     | LINEAR                |
| (163988) 2003 UQ142 | 2003 UQ142           | 18 жовтня 2003  | Станція Андерсон-Меса     | LONEOS                |
| (163989) 2003 UD147 | 2003 UD147           | 18 жовтня 2003  | Станція Андерсон-Меса     | LONEOS                |
| (163990) 2003 UN147 | 2003 UN147           | 18 жовтня 2003  | Станція Андерсон-Меса     | LONEOS                |
| (163991) 2003 UR147 | 2003 UR147           | 18 жовтня 2003  | Обсерваторія Кітт-Пік     | Spacewatch            |
| (163992) 2003 UZ147 | 2003 UZ147           | 18 жовтня 2003  | Паломарська обсерваторія  | NEAT                  |
| (163993) 2003 UR148 | 2003 UR148           | 19 жовтня 2003  | Обсерваторія Кітт-Пік     | Spacewatch            |
| (163994) 2003 UT149 | 2003 UT149           | 20 жовтня 2003  | Сокорро (Нью-Мексико)     | LINEAR                |
| (163995) 2003 UO150 | 2003 UO150           | 20 жовтня 2003  | Обсерваторія Кітт-Пік     | Spacewatch            |
| (163996) 2003 UT150 | 2003 UT150           | 21 жовтня 2003  | Обсерваторія Кітт-Пік     | Spacewatch            |
| (163997) 2003 UK163 | 2003 UK163           | 21 жовтня 2003  | Сокорро (Нью-Мексико)     | LINEAR                |
| (163998) 2003 UL164 | 2003 UL164           | 21 жовтня 2003  | Сокорро (Нью-Мексико)     | LINEAR                |
| (163999) 2003 UR165 | 2003 UR165           | 21 жовтня 2003  | Обсерваторія Кітт-Пік     | Spacewatch            |
| (164000) 2003 UH167 | 2003 UH167           | 22 жовтня 2003  | Сокорро (Нью-Мексико)     | LINEAR                |